# (23989) Farpoint
(23989) Farpoint ist ein Asteroid des Hauptgürtels, der am 3. September 1999 von den US-amerikanischen Amateurastronomen Gary Hug und Graham E. Bell am Farpoint-Observatorium (IAU-Code 734) in Kansas entdeckt wurde.
Der Asteroid wurde nach dem Ort seiner Entdeckung, dem Farpoint-Observatorium, benannt.